# Campeonato Acreano 2018
In 2018 werd het 89ste Campeonato Acreano gespeeld voor voetclubs uit de Braziliaanse staat Acre. De competitie werd georganiseerd door de Federação de Futebol do Estado do Acre en werd gespeeld van 21 februari tot 8 april. Rio Branco werd kampioen.

## Eerste toernooi

### Eerste fase
De clubs uit groep A spelen tegen de clubs uit groep B.

#### Groep A
| Plaats | Club              | Wed. | W | G | V | Saldo | Ptn. |
| ------ | ----------------- | ---- | - | - | - | ----- | ---- |
| 1.     | Plácido de Castro | 4    | 3 | 1 | 0 | 7:3   | 10   |
| 2.     | Atlético          | 4    | 3 | 0 | 1 | 12:2  | 9    |
| 3.     | Humaitá           | 4    | 2 | 0 | 2 | 6:7   | 6    |
| 4.     | Andirá            | 4    | 1 | 0 | 3 | 3:11  | 3    |

|  | Geplaatst voor twee fase |

#### Groep B
| Plaats | Club          | Wed. | W | G | V | Saldo | Ptn. |
| ------ | ------------- | ---- | - | - | - | ----- | ---- |
| 1.     | Rio Branco    | 4    | 3 | 0 | 1 | 9:3   | 9    |
| 2.     | Galvez        | 4    | 2 | 1 | 1 | 8:3   | 7    |
| 3.     | Vasco da Gama | 4    | 1 | 0 | 3 | 5:8   | 3    |
| 4.     | São Francisco | 4    | 0 | 0 | 4 | 1:14  | 0    |

|  | Geplaatst voor twee fase |

### Tweede fase
in geval van gelijkspel worden er strafschoppen genomen, tussen haakjes weergegeven.
|  | halve finale      | halve finale |  |        | finale   | finale |
|  |                   |              |  |        |          |        |
|  |                   |              |  |        |          |        |
|  | Plácido de Castro | 1 (3)        |  |        |          |        |
|  | Atlético          | 1 (4)        |  |        |          |        |
|  |                   |              |  |        | Atlético | 1 (3)  |
|  |                   |              |  | Galvez | 1 (4)    |        |
|  | Rio Branco        | 1            |  |        |          |        |
|  | Galvez            | 3            |  |        |          |        |

## Tweede toernooi

### Eerste fase
De clubs spelen nu tegen de clubs uit hun eigen groep. 

#### Groep A
| Plaats | Club              | Wed. | W | G | V | Saldo | Ptn. |
| ------ | ----------------- | ---- | - | - | - | ----- | ---- |
| 1.     | Atlético          | 3    | 2 | 1 | 0 | 5:2   | 7    |
| 2.     | Humaitá           | 3    | 2 | 0 | 1 | 5:3   |      |
| 3.     | Plácido de Castro | 3    | 1 | 1 | 1 | 5:6   | 4    |
| 4.     | Andirá            | 3    | 0 | 0 | 3 | 5:9   | 0    |

|  | Geplaatst voor twee fase |

#### Groep B
| Plaats | Club          | Wed. | W | G | V | Saldo | Ptn. |
| ------ | ------------- | ---- | - | - | - | ----- | ---- |
| 1.     | Rio Branco    | 3    | 3 | 0 | 0 | 12:2  | 9    |
| 2.     | Galvez        | 3    | 2 | 0 | 1 | 10:5  | 6    |
| 3.     | São Francisco | 3    | 0 | 1 | 2 | 4:11  | 1    |
| 4.     | Vasco da Gama | 3    | 0 | 1 | 2 | 4:12  | 1    |

|  | Geplaatst voor twee fase |

### Tweede fase
in geval van gelijkspel worden er strafschoppen genomen, tussen haakjes weergegeven.
|  | halve finale | halve finale |  |            | finale   | finale |
|  |              |              |  |            |          |        |
|  |              |              |  |            |          |        |
|  | Atlético     | 2            |  |            |          |        |
|  | Galvez       | 1            |  |            |          |        |
|  |              |              |  |            | Atlético | 0      |
|  |              |              |  | Rio Branco | 1        |        |
|  | Rio Branco   | 0 (6)        |  |            |          |        |
|  | Humaitá      | 0 (5)        |  |            |          |        |

## Finale
|               |                                  |       |                                        |                               |
| 4 april 19:00 | Galvez                           | 2 – 2 | Rio Branco                             | Arena da Floresta, Rio Branco |
| 4 april 19:00 | Adriano Chuva 29' (own) Ciel 51' |       | 75' Mateus Oliveira 78' Matheus Morais | Arena da Floresta, Rio Branco |

| Galvez | Rio Branco |

|               |                                      |       |        |                               |
| 8 april 17:00 | Rio Branco                           | 3 – 0 | Galvez | Arena da Floresta, Rio Branco |
| 8 april 17:00 | Mateus Oliveira 08', 64' Geovani 84' |       |        | Arena da Floresta, Rio Branco |

| Rio Branco-AC | Galvez |

## Totaalstand
| Plaats | Club              | Wed. | W | G | V | Saldo | Ptn. |
| ------ | ----------------- | ---- | - | - | - | ----- | ---- |
| 1.     | Rio Branco        | 10   | 7 | 1 | 2 | 23:8  | 22   |
| 2.     | Galvez            | 10   | 5 | 2 | 3 | 23:12 | 17   |
| 3.     | Atlético          | 11   | 6 | 3 | 2 | 21:8  | 21   |
| 4.     | Plácido de Castro | 8    | 4 | 3 | 1 | 13:10 | 15   |
| 5.     | Humaitá           | 8    | 4 | 1 | 3 | 11:10 | 13   |
| 6.     | Vasco da Gama     | 7    | 1 | 1 | 5 | 9:20  | 4    |
| 7.     | Andirá            | 7    | 1 | 0 | 6 | 8:20  | 3    |
| 8.     | São Francisco     | 7    | 0 | 1 | 6 | 5:25  | 1    |

|  | Kampioen, geplaatst voor Série D 2019, Copa Verde 2019 en Copa do Brasil 2019          |
|  | Geplaatst Série D 2019 en Copa do Brasil 2019                                          |
|  | Degradatie, echter door competitieuitbreiding naar 10 clubs mocht de club toch blijven |

### Kampioen
| Campeonato Acreano de 2018      |
| Acre                            |
| ------------------------------- |
| RIO BRANCO Kampioen (46° titel) |